# Aedes roai
Aedes roai är en tvåvingeart som beskrevs av John Nicholas Belkin 1962. Aedes roai ingår i släktet Aedes och familjen stickmyggor. Inga underarter finns listade i Catalogue of Life.